# Lac On-Dîne
Le lac On-Dîne est un lac au Canada situé dans le comté du Saguenay–Lac-Saint-Jean de la province de Québec, dans l'est du pays, à 500 km au nord-est de la capitale Ottawa.    

## Géographie
Le lac On-Dîne est situé à 716 mètres d'altitude. Le point culminant à proximité se situe à 869 mètres d'altitude, à 1,8 km au sud-est du lac. 
Aux alentours du lac On-Dîne, se développent principalement des forêts mixtes.

## Population
La région autour du lac On-Dîne est presque inhabitée, avec moins de deux habitants par kilomètre carré. 